# Engelhorn (Textilunternehmen)

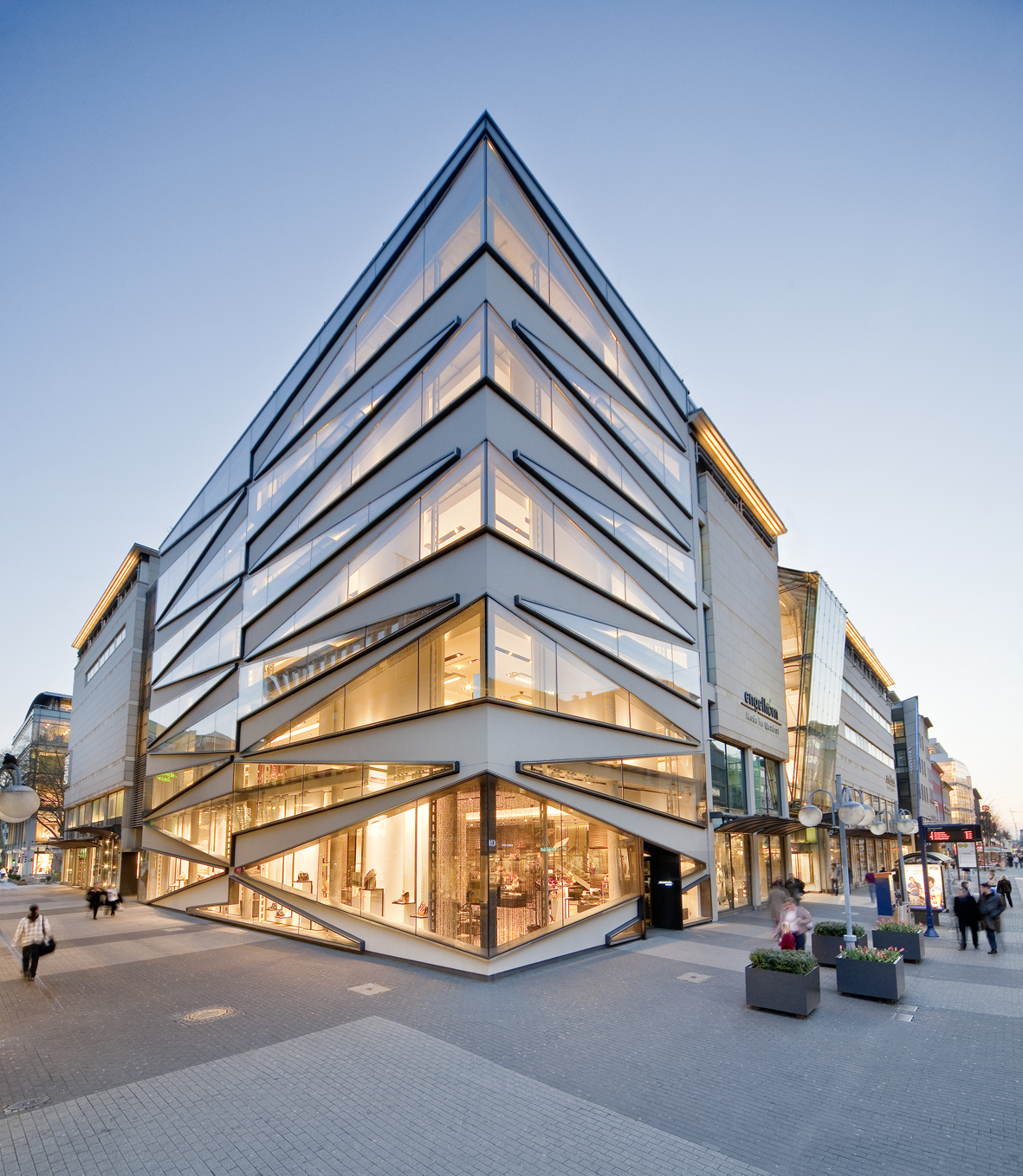
Engelhorn Mode im Quadrat (Haupthaus) in Mannheim

Die engelhorn GmbH & Co. KGaA, ehemals Engelhorn & Sturm, ist ein 1890 vom Schneidermeister Adam Sturm und dem Kaufmann Georg Engelhorn in Mannheim gegründetes Geschäft für ehemals Herren- und Jungen-Bekleidung. Das Unternehmen ist mittelständisch.

## Geschichte
Am 3. Januar 1890 eröffneten Georg Engelhorn und Adam Sturm ihr erstes Ladengeschäft mit Konfektionskleidung für Herren und Knaben im an den Mannheimer Planken gelegenen Quadrat O 5. 1902 kauften Engelhorn und Sturm aus Gründen des Platzmangels das gesamte Grundstück O 5, auf dem bis heute das Haupthaus des Unternehmens steht. Eine Besonderheit waren damals die übergroßen, mit elektrischen Kohlelampen angestrahlten Schaufenster. Im Jahr 1904 starb der Mitbegründer Adam Sturm ohne Erben.
Nach dem Ersten Weltkrieg traten die Söhne Rudolf und Georg jun. Engelhorn in das Geschäft ein. 1921 wurde eine Sportabteilung und kurz darauf eine Wäscheabteilung angegliedert. Die Abteilung für Damenoberbekleidung wurde 1939 eröffnet. Während des Zweiten Weltkrieges wurde das Haus völlig zerstört. Der Verkauf ging bis zum Wiederaufbau im Kellergeschoss weiter. 1950 veranstaltete Engelhorn & Sturm erstmals einen Schlussverkauf.
1968 trat die dritte Generation in das Unternehmen ein. Georg jun. Engelhorns Söhne Richard (1938–2019) und Hans (* 1935; schied 2000 aus der Geschäftsführung aus) sowie Rudolf Engelhorns Sohn Peter (1936–2005) wurden Geschäftsführer.
In den 1980er Jahren entstanden in direkter Nachbarschaft zum Haupthaus im Quadrat O 6 das Sporthaus (1981) und auf der anderen Seite im Quadrat O 4 das Strumpfhaus, genannt Tausendfüßler (1984), und das Wäschehaus (1988). 1987 weihte Engelhorn & Sturm im rückseitig benachbarten Quadrat N 5 den Stadtgarten ein, ein Kaufhaus auf 5000 m² mit 40 Marken-Geschäften, von denen Engelhorn & Sturm mehr als die Hälfte selbst nutzte. Das Konzept wurde 1995 aufgegeben, und das Sporthaus zog in das umgestaltete Gebäude des ehemaligen Stadtgartens um. In den freigewordenen Räumen in O 6 wurde das trendhouse für jugendliche Jeans- und Freizeitmode untergebracht. In den 1990er Jahren wurden im Haupthaus Shops-in-Shop integriert, so etwa eine Polo Ralph Lauren und eine Bogner-Boutique (später Jil Sander, Hugo Boss, Ermenegildo Zegna, Burberry, Strenesse etc.). Im Kellergeschoss entstand eine Kinderabteilung. 1998 wurde das Sporthaus um sieben Etagen aufgestockt. In dieser Zeit wurde der Firmenname auf Engelhorn verkürzt. 2001 weihte Engelhorn das Logistik-Zentrum im Stadtteil Neckarau ein. 2002 eröffnete die erste Sportgeschäft-Filiale außerhalb Mannheims in Viernheim.
2003 trat die vierte Generation mit Fabian Engelhorn (* 1975; Sohn von Richard Engelhorn) und Andreas Hilgenstock (* 1961; Enkel von Rudolf Engelhorn) in das Unternehmen ein. In den darauffolgenden Jahren wurde das Sporthaus auf 9500 m² neu gestaltet und erweitert (2005). Ende 2006 wurde zudem im 5. und 6. Stock des Haupthauses das Fischrestaurant le Corange eröffnet (französisch cor-ange = Engel-horn). Ebenso 2006 gab Engelhorn den Startschuss für den eigenen Online-Shop. 2012 eröffnete Engelhorn eine Filiale im Flughafen Frankfurt Main. Seit 2012 ergänzt Simon Engelhorn (* 1984; Sohn von Hans Engelhorn) die Unternehmensleitung.
2013/2014 stockte Engelhorn das Haupthaus um zwei Etagen auf. Zudem eröffneten im Haupthaus 2013 das Gourmetrestaurant OPUS V unter der Führung von Küchenchef Tristan Brandt und 2014 das Restaurant Dachgarten. Im Jahr 2014 wurde das OPUS V mit einem Stern im Guide Michelin ausgezeichnet. 2015 feierte Engelhorn mit einer Fotokunst-Aktion das 125-jährige Bestehen. Im Winter 2016 wurde das Restaurant OPUS V mit dem zweiten Guide-Michelin-Stern ausgezeichnet. Im November 2017 bestätigte der Guide Michelin die zwei Sterne. Im gleichen Zug erhielt das Restaurant le Corange unter Küchenchef Dominik Markowitz seinen ersten Stern.
Seit dem 12. November 2016 gehört die zwischen Strumpfhaus und Wäschehaus in O4 gelegene Vinothek coq au vin zur Unternehmensgruppe Engelhorn.
Anfang März 2017 eröffnete Engelhorn in Kooperation mit dem Elektroautohersteller Tesla im Erdgeschoss des Haupthauses das engelhorn e-Mobility Center. Neben drei verschiedenen Tesla-Modellen wurden auch um die 20 E-Bikes verschiedener Hersteller präsentiert. Durch die Eröffnung des Tesla Center Mannheim in Mannheim-Friedrichsfeld wurde die Kooperation beendet.
Während der Pandemie 2021 bekam der mittlerweile 13 Jahre alte Engelhorn-Onlineshop am 19. April 2021 einen komplett neuen Aufbau.
2024 wechselten Andreas Hilgenstock (* 1961; Enkel von Rudolf Engelhorn) und Simon Engelhorn (* 1984; Sohn von Hans Engelhorn) aus der Unternehmungsleitung in den Aufsichtsrat. Neben dem geschäftsführenden Gesellschafter Fabian Engelhorn (* 1975; Sohn von Richard Engelhorn) wurden Armin Weger und Sebastian Bungartz in die Geschäftsführung berufen.

## Filialen

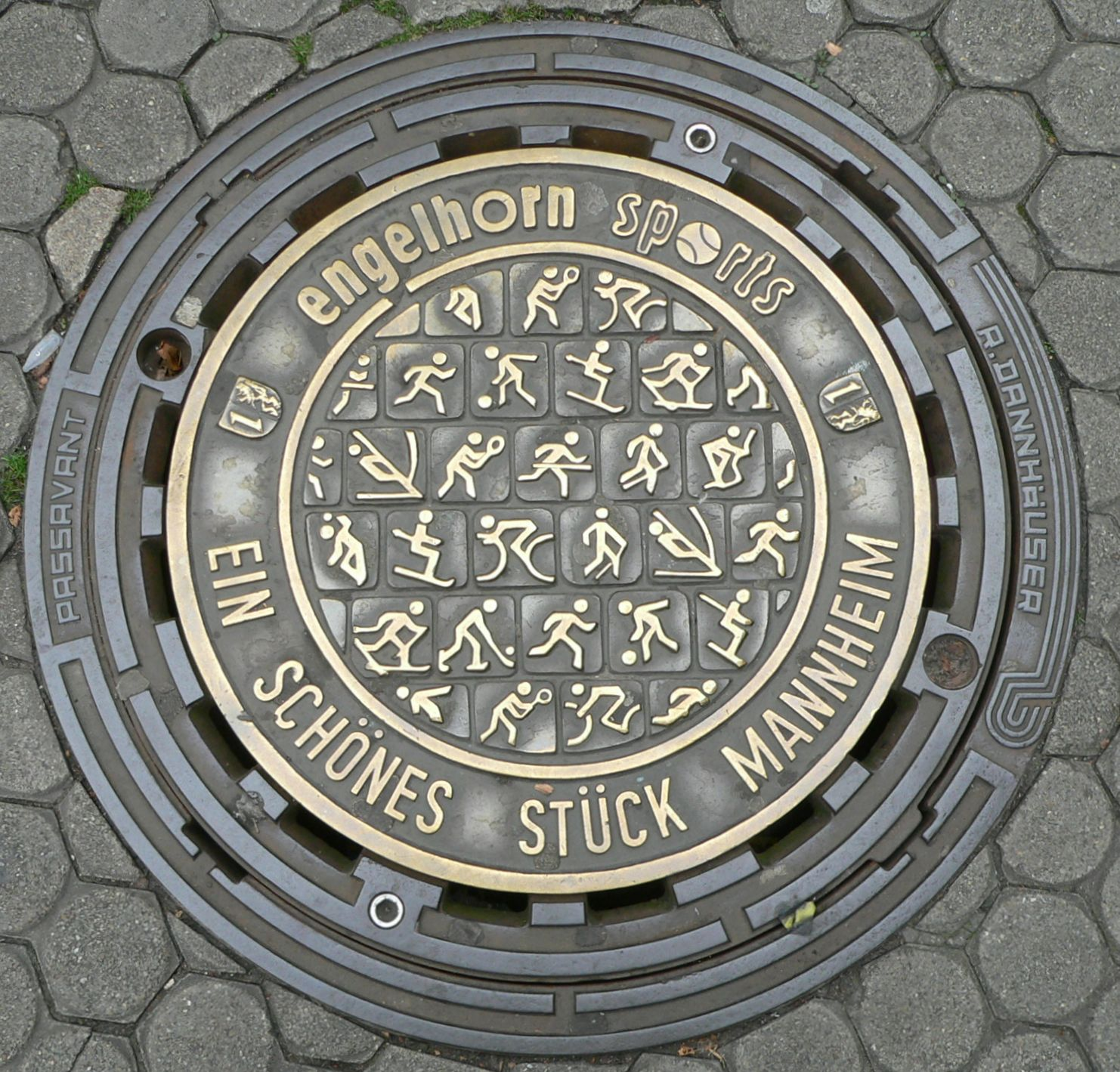
Engelhorn in der Stadt Mannheim

- Engelhorn outlet Rheingalerie, Ludwigshafen
- engelhorn Mode im Quadrat (Haupthaus), Mannheim
- engelhorn sports, Sporthaus, Mannheim
- engelhorn Dessous & Wäsche, Mannheim
- engelhorn Strumpfhaus, Mannheim
- Tommy Hilfiger Store, Mannheim
- Boss Store, Mannheim
- engelhorn active town, Viernheim (Rhein-Neckar-Zentrum)
- Brax Store, Viernheim (Rhein-Neckar-Zentrum)
- engelhorn.com Online-Shop
- engelhorn Logistik-Center mit zeitweiligen Outlet-Verkäufen, Mannheim